# عين الرندو (الوسطية)
عين الرندو هو دُوَّار يقع بجماعة سوق القديم، إقليم تطوان، جهة طنجة تطوان الحسيمة في المملكة المغربية. ينتمي الدوّار لمشيخة الوسطية التي تضم 11 دوار. يقدر عدد سكانه بـ 94 نسمة حسب الإحصاء الرسمي للسكان والسكنى لسنة 2004.

## روابط خارجية
- البوابة الوطنية للجماعات الترابية نسخة محفوظة 12 مارس 2018 على موقع واي باك مشين.
- المندوبية السامية للتخطيط